# Huis Nassau
Het huis Nassau is een wijdvertakte Duitse adellijke familie van Europees belang, waarvan het begin teruggaat tot de 11e eeuw en die voor het eerst voorkomt als graven van Laurenburg. Het huis Nassau heerste over het graafschap Nassau, later hertogdom Nassau. In 1255 splitste het huis zich in de Walramse en de Ottoonse linies. De koning van Duitsland Adolf van Nassau (ca. 1255-1298) kwam uit de Walramse linie. De uit de Ottoonse linie stammende Willem van Oranje (1533-1584) leidde de opstand die de grondslag legde voor de onafhankelijke staat Nederland. Met diens achterkleinzoon Willem III van Oranje was een lid van het huis Nassau van 1689 tot 1702 koning van Engeland, Schotland en Ierland. De Walramse linie is in mannelijke lijn in 1985 uitgestorven, de Ottoonse linie in 1962. Twee heden in Europa regerende vorstenhuizen, het Nederlandse koningshuis en het Luxemburgse groothertogelijk huis, komen voort uit respectievelijk de Ottoonse en de Walramse linies van het huis Nassau.

## De oorsprong van het huis Nassau

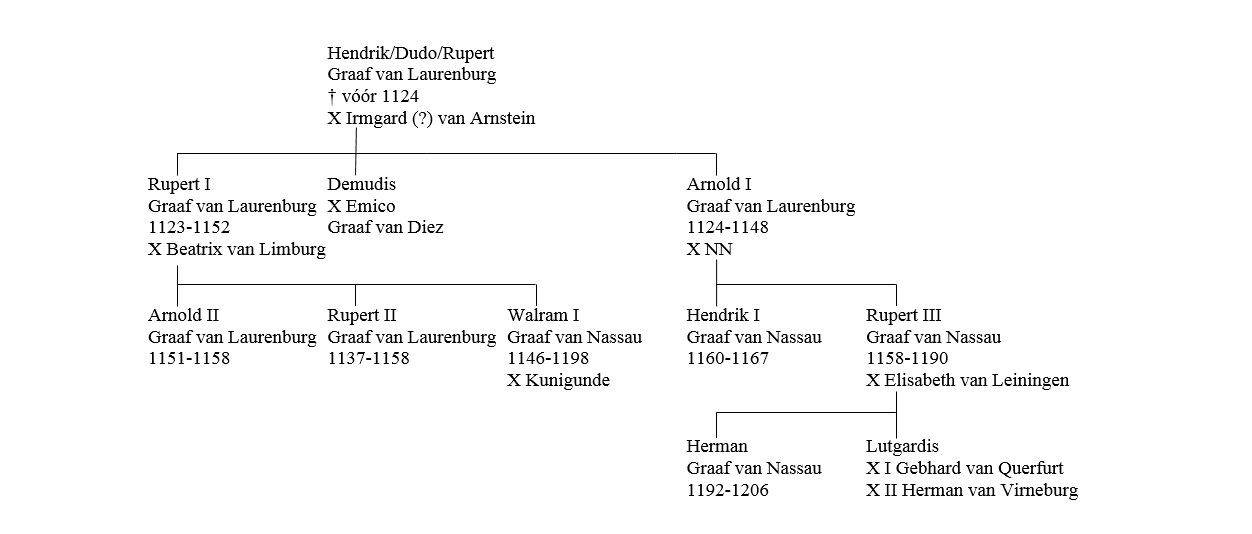
Schema van de eerste generaties van het Huis Nassau door Paul Wagner uit 1925.

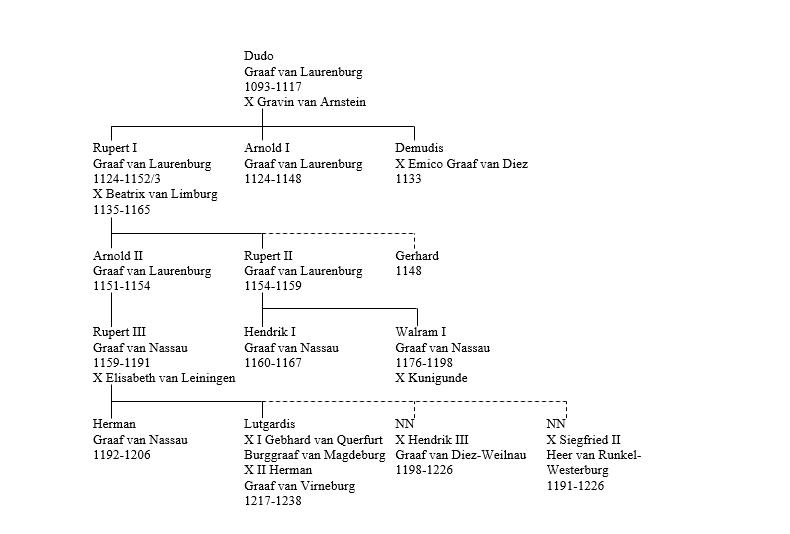
Schema van de eerste generaties van het Huis Nassau door Hermann Heck uit 1961.

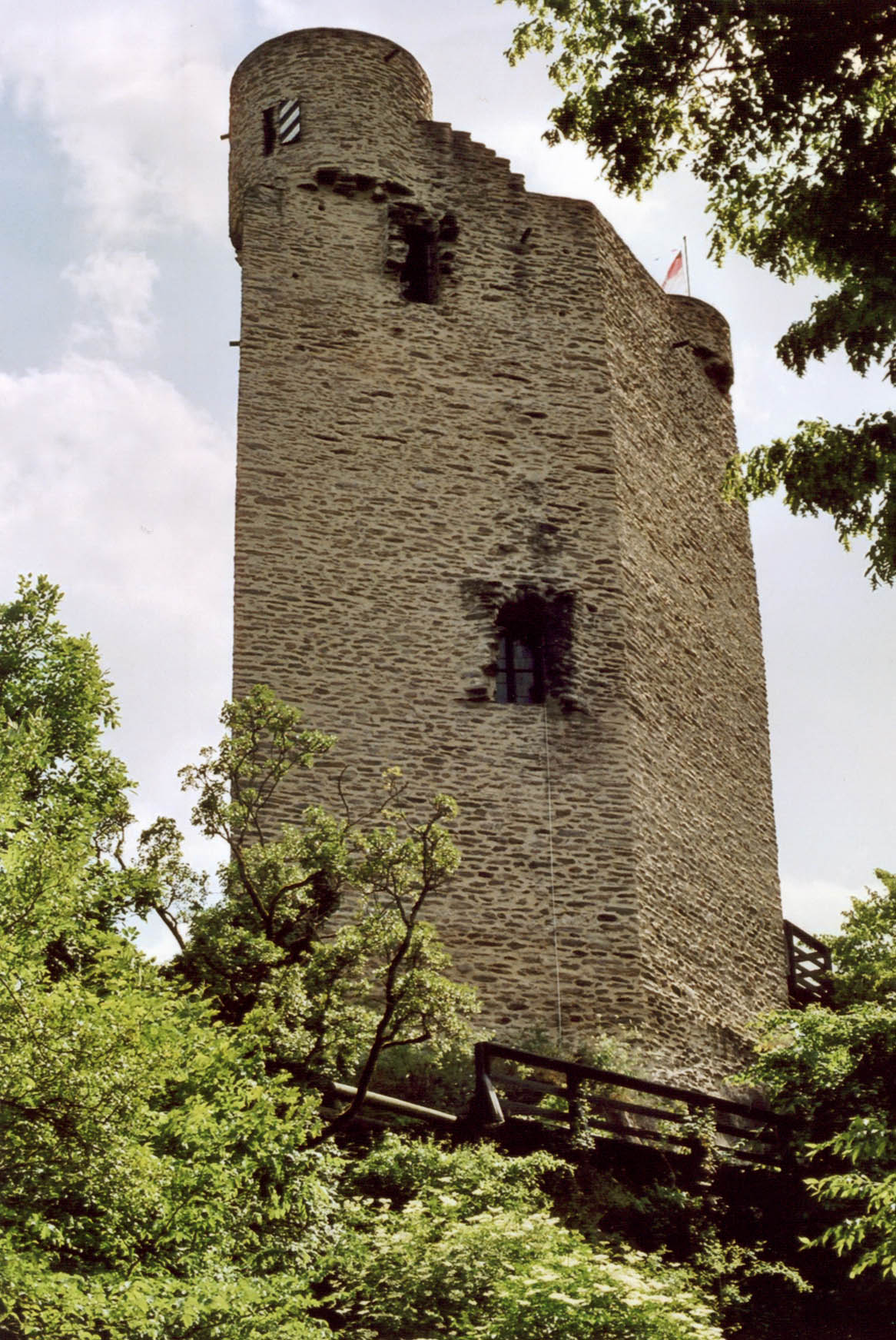
Burcht Laurenburg

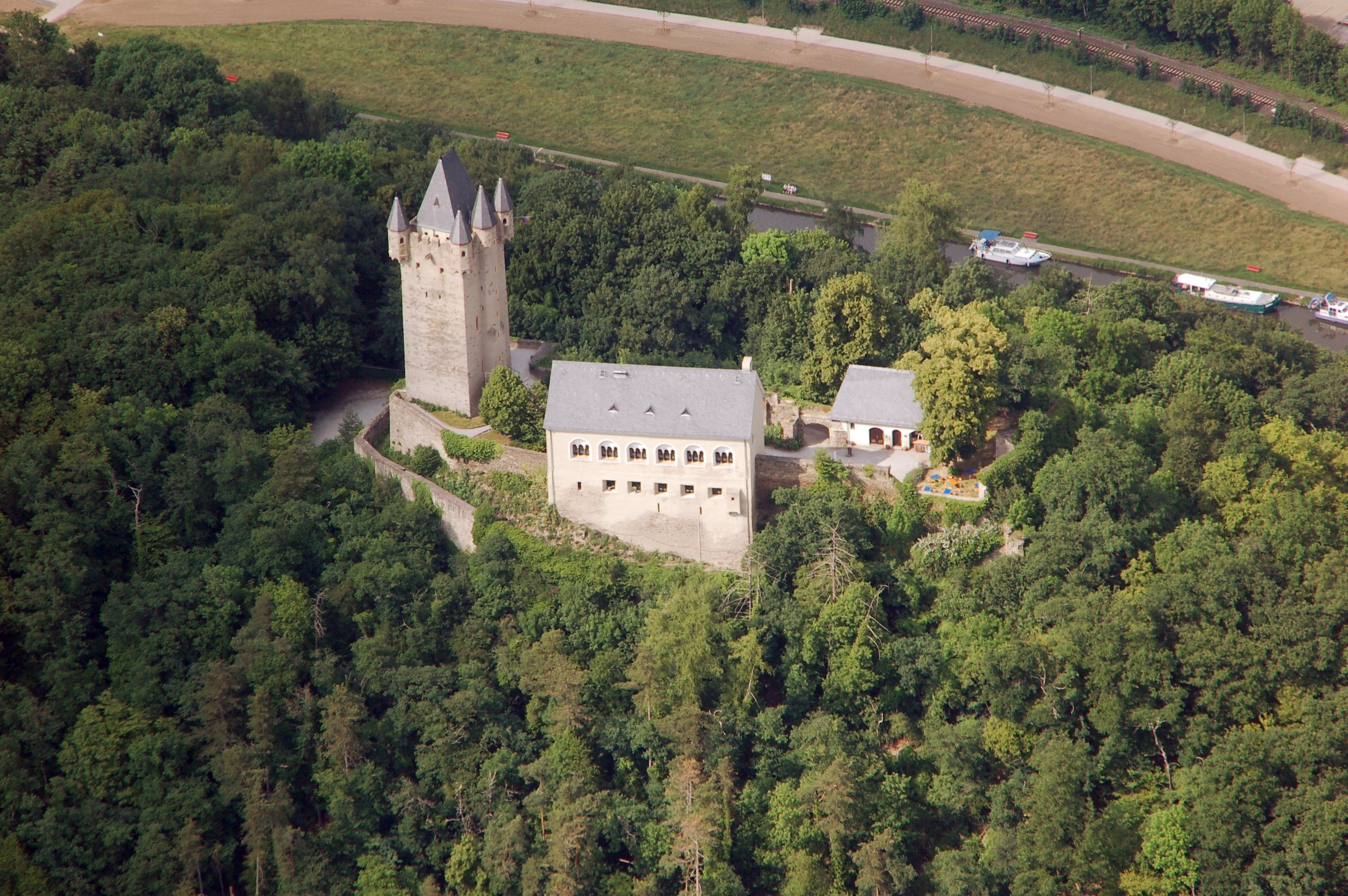
Kasteel Nassau

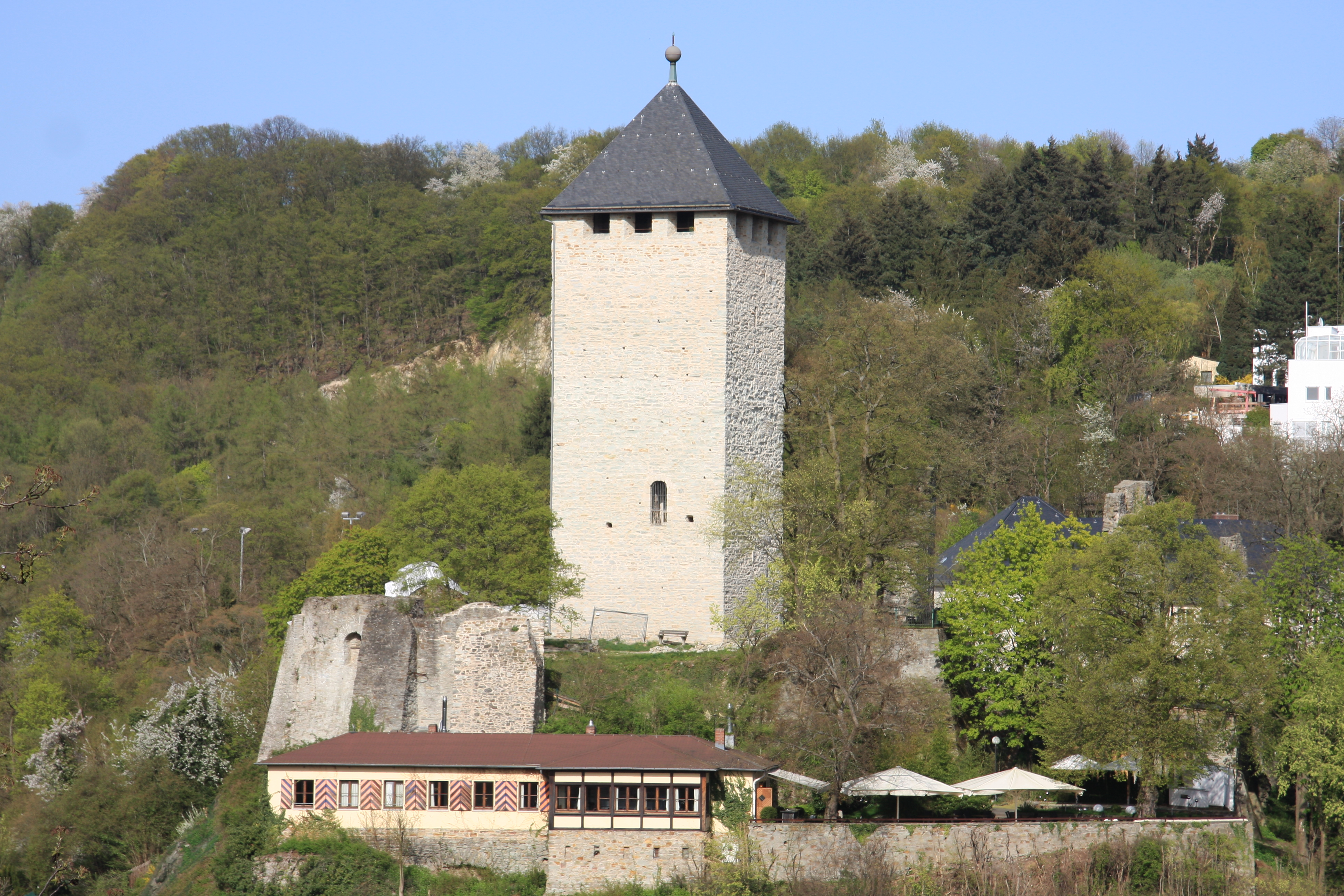
Kasteel Sonnenberg

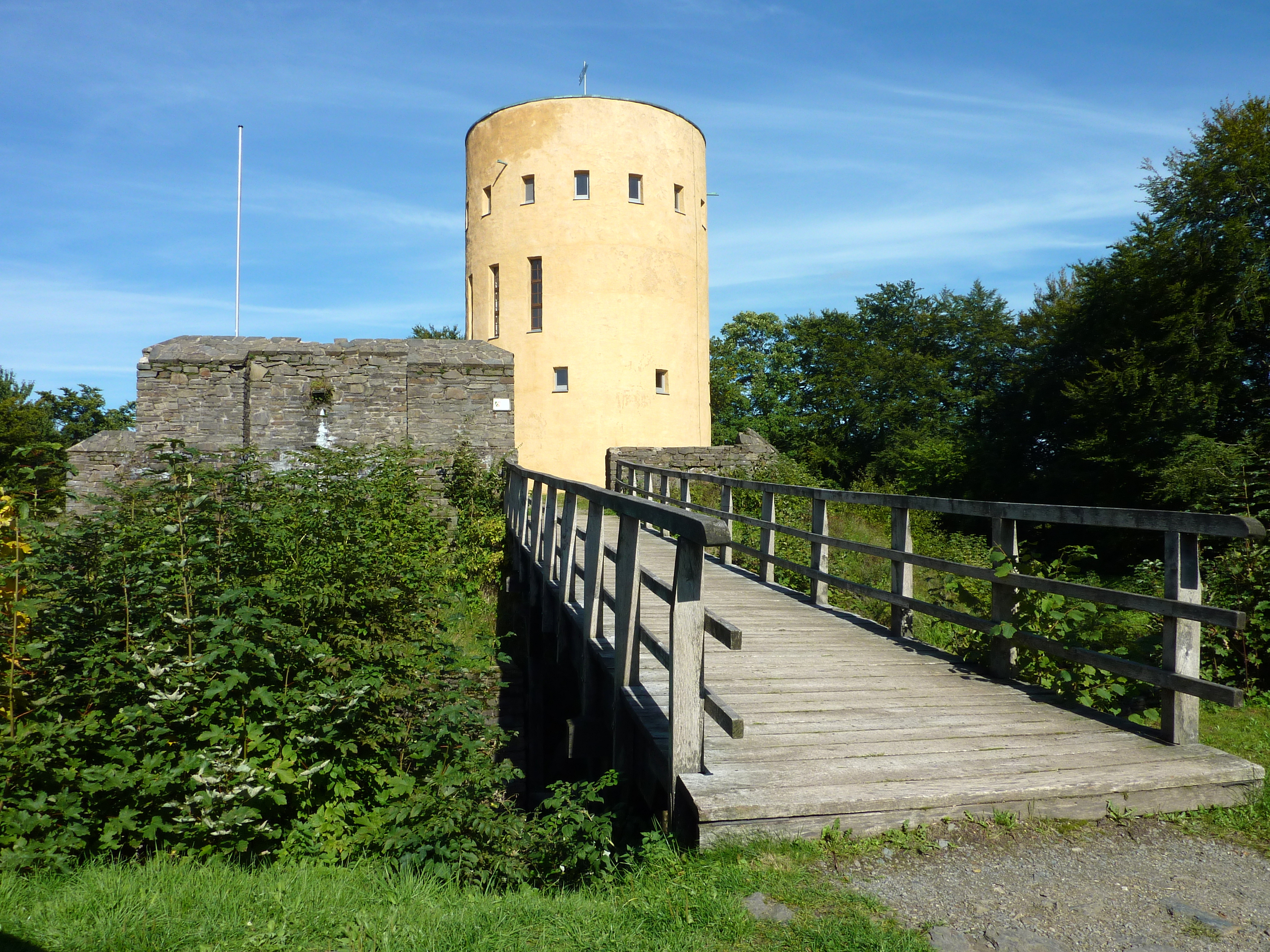
Burcht Ginsburg

### Het onderzoek naar de oorsprong
De oorsprong van de Nassaus is nog steeds in nevelen gehuld. In de middeleeuwen waren er drie verschillende lezingen over de afstamming van de Nassaus. Als stamvader werd een veldheer van Julius Caesar, een vorst der Sueven genaamd Nasua of een Romein genaamd Theodulphus genoemd, die ten tijde van keizer Severus een sterkte aan de rivier de Lahn gebouwd zou hebben. Ook na de middeleeuwen trachtten geschiedschrijvers de graven van Nassau met dergelijke stamvaders te vleien. Pas in 1753 werd een einde aan alle fantasie gemaakt.
Na het verwerpen van de legendarische voorouders werd geprobeerd de werkelijke hoge afstamming aan te tonen. Een hoge afstamming werd bij voorbaat aangenomen, omdat een geslacht dat rond 1100 tot de aanzienlijke geslachten behoorde, daar zeker reeds geruime tijd daarvoor ook toe moest hebben behoord. Anderen probeerden de afstamming van de minder hoge maar wel meer Nederlandse graven van Gelre of Zutphen te bewijzen.
Vooral in Duitsland werd in de negentiende en het begin van de twintigste eeuw veel onderzoek gedaan naar de oorsprong van de Nassaus. In 1925 werd ten slotte een schematische hypothese gepubliceerd (zie afbeelding).
In de jaren vijftig van de twintigste eeuw werd opnieuw geprobeerd de stamreeks verder op te voeren, wat echter slechts leidde tot de conclusie dat zonder nieuw bewijsmateriaal het opvoeren van de bewezen stamreeks tot aan Dudo van Laurenburg de uiterste grens van het bereikbare zal blijven. Hiermee was echter het laatste woord over de eerste generaties nog niet gezegd. Het bleek dat over die generaties minder bewijsbaar was dan in eerste instantie gedacht werd, maar ook dat de onderlinge familieverhoudingen niet zo helder waren als werd vermoed. Zo werd uiteindelijk in 1961 een nieuw schema voor de eerste generaties opgesteld (zie afbeelding), waarbij slechts werd uitgegaan van de uit oorkonden bekende gegevens. Omdat daarin echter hiaten zitten, moest het schema op enkele punten toch een hypothese blijven.

### De graven van Laurenburg
Als de stamvader van het huis Nassau wordt beschouwd Dudo van Laurenburg († vóór 1124). Hij wordt van 1093-1117 vermeld als Tuto de Lurinburg. In een oorkonde uit 1134 (na zijn dood) wordt hij vermeld als graaf van Laurenburg. Dudo was heer of voogd van Lipporn en Miehlen en bouwde omstreeks 1090 de Burcht Laurenburg. Naar dat kasteel noemde de familie zich de eerste generaties.
De zoons van Dudo, Rupert I en Arnold I, bouwden omstreeks 1120 Kasteel Nassau. Rupert I trouwde met Beatrix van Limburg, een dochter van graaf Walram II "de Heiden" van Limburg, hertog van Neder-Lotharingen. Dit is de eerste verbinding van de Nassaus met de Nederlanden. Het huwelijk betekende dat de graven van Laurenburg zich tot de hoge adel mochten rekenen.

### De eerste graven van Nassau
Een van de kleinzoons van Rupert I, Hendrik I, was de eerste die zich "graaf van Nassau" noemde. Hendrik was in 1161 in het legerkamp van keizer Frederik I "Barbarossa" en was commandant van een Keulse formatie in Italië in 1167. Hij overleed aan de pest in Rome in augustus 1167.
Hendriks neef Rupert III "de Strijdbare" werd in 1172 voogd van klooster Schönau. Hij wordt Ruoberdus comes genoemd in de inscriptie van een circa 1175 gedateerde munt, die Siegen aanduidt als civitas. Rupert III was een loyaal aanhanger van keizer Frederik I "Barbarossa", en begeleidde hem in de Slag bij Tusculum in 1167 en de Slag bij Legnano in 1176. Hij nam ook deel aan de rijksoorlog tegen Hendrik de Leeuw in 1180-1181.
Rupert III nam, samen met zijn neef Walram I, deel aan de Derde Kruistocht onder Frederik "Barbarossa" en commandeerde in 1190 de vierde legertroep. Hij werd met Walram als afgezant gezonden naar keizer Isaäk II Angelos te Constantinopel, doch gevangen gezet en pas bevrijd bij het naderen van het keizerlijk leger. Rupert overleed waarschijnlijk tijdens deze kruistocht.

### Uitbreiding van het bezit
Walram I van Nassau (ca. 1146 – 1 februari 1198) is de oudste Nassau van wiens stamvaderschap men absoluut zeker is. Hij verwierf de mark Herborn, de Kalenberger Zent, en het Gericht van Heimau. Zodoende wist Walram een verbinding te maken tussen de familiebezittingen de voogdij van Weilburg (met zijn talrijke eigendommen en heerlijke rechten in het Westerwald en het gebied van de rivier de Dill), de kastelen Laurenburg en Nassau aan de rivier de Lahn, en de voogdij in het Siegerland (de streek rond de stad Siegen). Walram kocht ook de voogdij van Koblenz en Ems.
Ten zuiden van zijn bezittingen nam Walram de gedeeltelijke heerschappij van de Einrichgau over, later het Vierherrengericht genaamd, met zijn belangrijkste stad Marienfels.
Walram raakte in 1179 verbonden met keizer Frederik I "Barbarossa". Hij plaatste zijn land onder de directe suzereiniteit van de Duitse koning, in plaats van vazal van de aartsbisschop van Trier te blijven. Hij zou een trouw aanhanger van de Hohenstaufen blijven. Walrams nauwe banden met het keizerlijke huis werden beloond met de Koningshof Wiesbaden. Tezelfdertijd ontving hij ook het jachtrecht in de bossen van de Rheingau, zodat zijn heerschappij zich over de Taunus uitstrekte, zuidwaarts tot de Midden-Rijn.
Walrams oudste zoon Hendrik II "de Rijke" (ca. 1180 – vóór 25 januari 1251) wordt voor het eerst vermeld in een oorkonde gedateerd 20 maart 1198, samen met zijn moeder en zijn broer Rupert IV. In de politiek van het Heilige Roomse Rijk was ook Hendrik over het algemeen een loyale aanhanger van de Hohenstaufen.
Rond 1200 begonnen Hendrik en zijn broer Rupert met de bouw van Kasteel Sonnenberg op een uitloper van de Taunus ten noorden van Wiesbaden als bescherming tegen de aartsbisschop van Mainz en zijn vazallen, die de landen grenzend aan Wiesbaden bezaten. De Nassause bezittingen in dit gebied werden rond 1214 uitgebreid toen Hendrik de rijksvoogdij (Reichsvogtei) over Wiesbaden en de omliggende Königssondergau ontving, die hij als leen hield.
In 1224 kreeg Hendrik steun van de aartsbisschop van Keulen, Engelbert II, die Hendrik tot zijn maarschalk en schenk maakte. In ruil voor zijn bescherming tegen de aartsbisschoppen van Mainz en Trier moest Hendrik echter de helft van Siegen afstaan aan Keulen. Niet beïnvloed door deze verdeling van de heerschappij, behield Nassau echter zijn soevereine rechten in het Siegerland, waar de belangrijke hoge jurisdictie (hohe Gerichtsbarkeit) en het jachtrecht (Wildbann) uitdrukkelijk tot 1259 bleven bestaan. In het Siegerland bouwde Hendrik tijdens zijn regering de burcht Ginsburg.
Hendrik nam in 1228 deel aan de Zesde Kruistocht van keizer Frederik II. In 1231 woonde Hendrik de Rijksdag van Worms bij en in 1232 was hij bij de keizerlijke vergadering van Frederik II in Ravenna.
De politiek van Hendrik in de mark Herborn lokte conflicten uit met de lokale aristocratische families. Rond 1240 bouwde hij slot Dillenburg om zijn tegenstanders beter te kunnen onderwerpen. Een door Hendrik begonnen vete met Sofia van Thüringen en haar zoon Hendrik "het Kind" over de Mark Herborn, zou de relatie tussen Nassau en Hessen na zijn dood eeuwenlang belastten.
In 1247 steunde Hendrik de verkiezing van tegenkoning Willem II van Holland, die alle keizerlijke bezittingen van Hendrik bevestigde en hem het recht gaf om munten te slaan.

### De eerste Nassaus in de Nederlanden
Hendrik was gehuwd met Machteld van Gelre, een dochter van graaf Otto I van Gelre en Richardis van Beieren. Twee jongere zoons uit dit huwelijk kozen een kerkelijke carrière en belandden in de Nederlanden.
Gerhard was onder andere proost in Aken, Maastricht, Luik, Oldenzaal en Tiel, aartsdiaken van de Ardennen en van de Kempen, en kanunnik in Luik en Mainz.
De jongste zoon, Jan, werd in 1267 onder invloed van zijn neef graaf Otto II van Gelre gekozen als bisschop van het Sticht Utrecht. Omdat paus Clemens IV het met deze keuze niet eens was, werd Jan nooit tot bisschop gewijd en bleef hij elect. De regering van Jan was geen succes, uiteindelijk werd hij in december 1290 door paus Nicolaas IV afgezet.

### De Prima divisio
De twee oudste zoons van Hendrik II "de Rijke", Walram II en Otto I, volgden hun vader op en regeerden hun graafschap gezamenlijk. De bronnen spreken elkaar tegen of er tussen Walram en Otto een conflict over de opvolging is ontstaan. Wat ook de reden geweest mag zijn, uiteindelijk sloten ze een verdrag tot verdeling van het graafschap. Deze verdeling staat bekend onder de naam Prima divisio (Latijn voor eerste deling of verdeling). Het verdelingsverdrag werd op 16 december 1255 door de gevolmachtigden van Walram en Otto in het Kasteel Nassau gesloten. Het graafschap werd in twee gelijke delen verdeeld met de rivier de Lahn als grens.

De verdeling was als volgt:
- het gebied ten noorden van de Lahn (de heerlijkheden Siegen, Dillenburg, Herborn, Tringenstein, Neukirch en Emmerichain, een deel van de Kalenberger Zent (ambt Kalenberg) en de proosdijen Dietkirchen en Ems) werd toegewezen aan Otto;
- het gebied ten zuiden van de Lahn (de heerlijkheden Wiesbaden, Idstein, de ambten Weilburg (met de Wehrholz) en Bleidenstadt) werd toegewezen aan Walram;
- het Kasteel Nassau en onderhorigheden (Dreiherrische),[8] de ambten Miehlen en Schönau[9] (het klooster bij Strüth) alsmede het Vierherrengericht, Laurenburg, de Esterau (dat in gezamenlijk bezit was met de graven van Diez) en de leengoederen in Hessen bleven gezamenlijk bezit.

Sinds de Prima divisio is het huis Nassau verdeeld in twee linies, namelijk de Walramse linie en de Ottoonse linie, genoemd naar de beide stichters. Walram werd de stamvader van de groothertogen van Luxemburg en Otto werd de stamvader van de koningen van Nederland.

## Walramse en Ottoonse linie

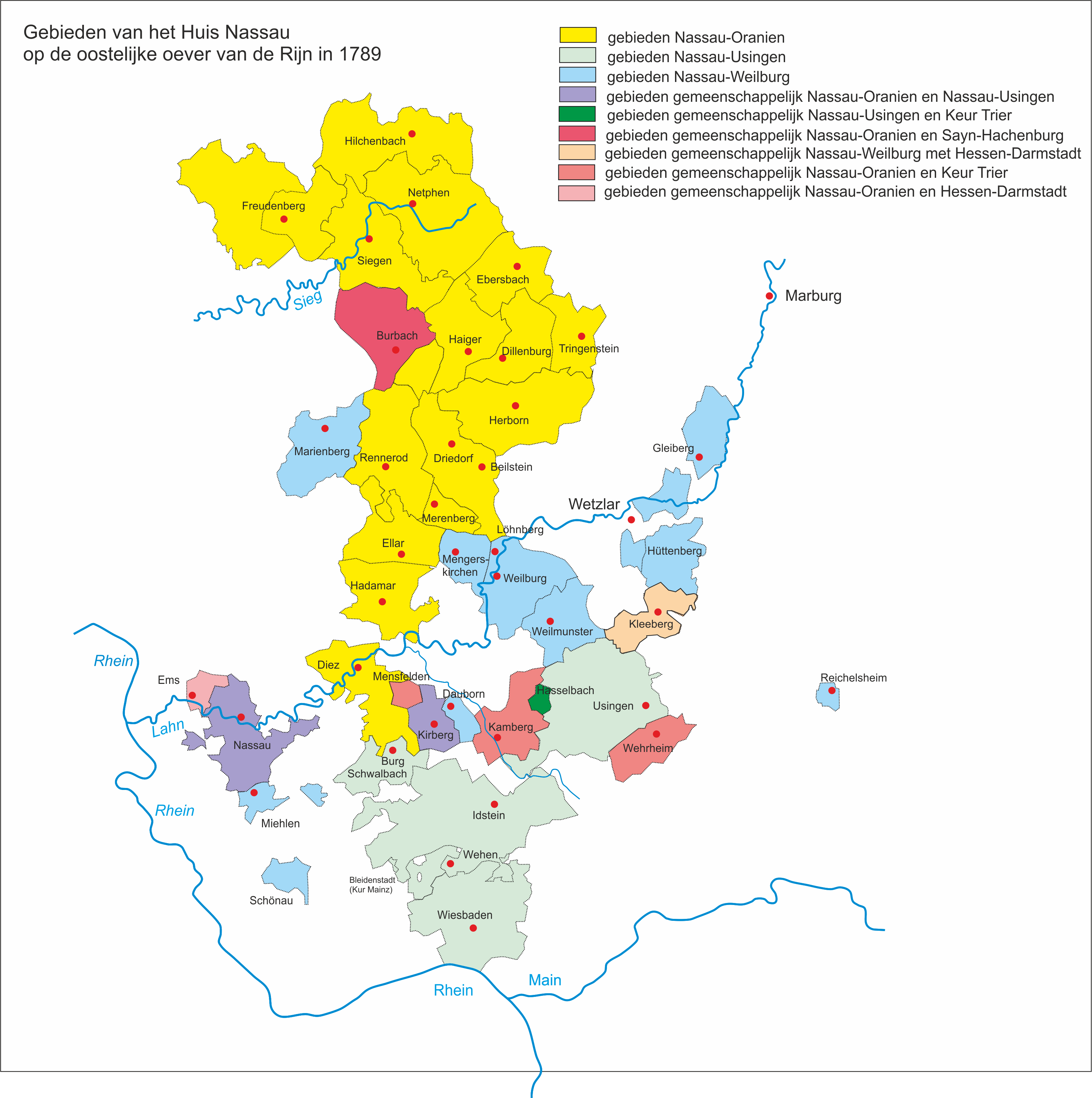
Kaart van de op de oostelijke oever van de Rijn gelegen landen van het huis Nassau in 1789

Het huidige Nederlandse Koninklijk Huis stamt af van de Ottoonse linie van het huis Nassau. Na de dood van de kinderloze stadhouder Willem III in 1702 ging via nakomelingen van een broer van Willem van Oranje, Jan de Oude, het stadhouderschap en latere koningschap over op het huis Oranje-Nassau.
De Ottoonse lijn stierf in mannelijke lijn uit in 1890, toen koning Willem III der Nederlanden overleed. Na hem werd Wilhelmina koningin. Volgens oude afspraken uit 1783 - in dat jaar sloten de hoofden van de beide linies een overeenkomst, een huisverdrag waarin bepaald werd dat de takken elkaar zouden opvolgen wanneer een van de twee families uit zou sterven - ging het Luxemburgse groothertogdom toen over op de Walramse linie in de persoon van Adolf, de voormalige heerser van het hertogdom Nassau. Maar deze linie stierf in de mannelijke lijn in 1912 uit met de dood van groothertog Willem IV die wel zes dochters kreeg maar geen zonen. Zijn dochter Maria Adelheid werd toen groothertogin. Na de Eerste Wereldoorlog werd zij opgevolgd door haar jongere zuster Charlotte van Luxemburg die later trouwde met Felix van Bourbon-Parma. De nazaten van Charlotte besloten toch de naam Nassau en de titel hertog van Nassau te blijven voeren.

Wapen Walramse linie
Wapen Ottoonse linie